# Krynica

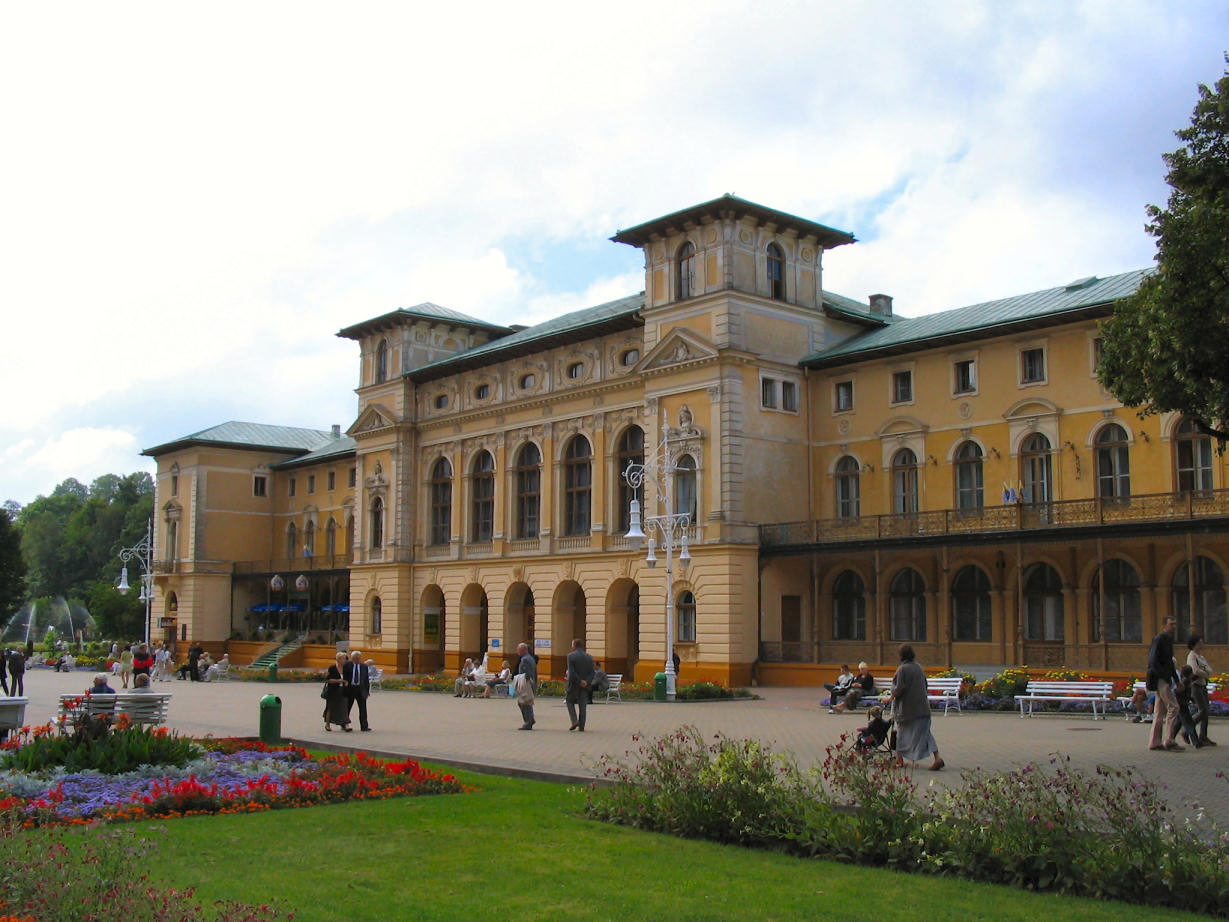
Staţiune balneo-climaterică

Krynica este un oraș în județul Nowy Sącz, Voievodatul Polonia Mică, cu o populație de 11.361 locuitori (2011) în sudul Poloniei.

## Istorie și economie
Krynica a fost prima dată înregistrată în documentele oficiale, în 1547 și a devenit oraș în 1889. Datorită locației sale convenabile, infrastructura și legăturile feroviare cu marile orașe din Europa, Krynica-Zdrój (Zdrój înseamnă izvor de apă minerală în poloneză), a fost locul unor turnee sportive de iarnă deja în perioada interbelică, inclusiv Campionatul Mondial de hochei pe gheață din 1931, 1958 și 1962 Campionatele Europene de sanie din 1935.
O telegondolă construită în 1997 pe muntele Jaworzyna Krynicka cu vedere la Krynica, și investiții ulterioare în facilități moderne de schi au făcut Krynica, una dintre cele mai importante stațiuni de schi din Polonia. În apropiere sunt munții Beskid Sadecki, de asemenea, un cadru perfect pentru agrement, schi fond în timpul iernii și ciclism montan în timpul verii.

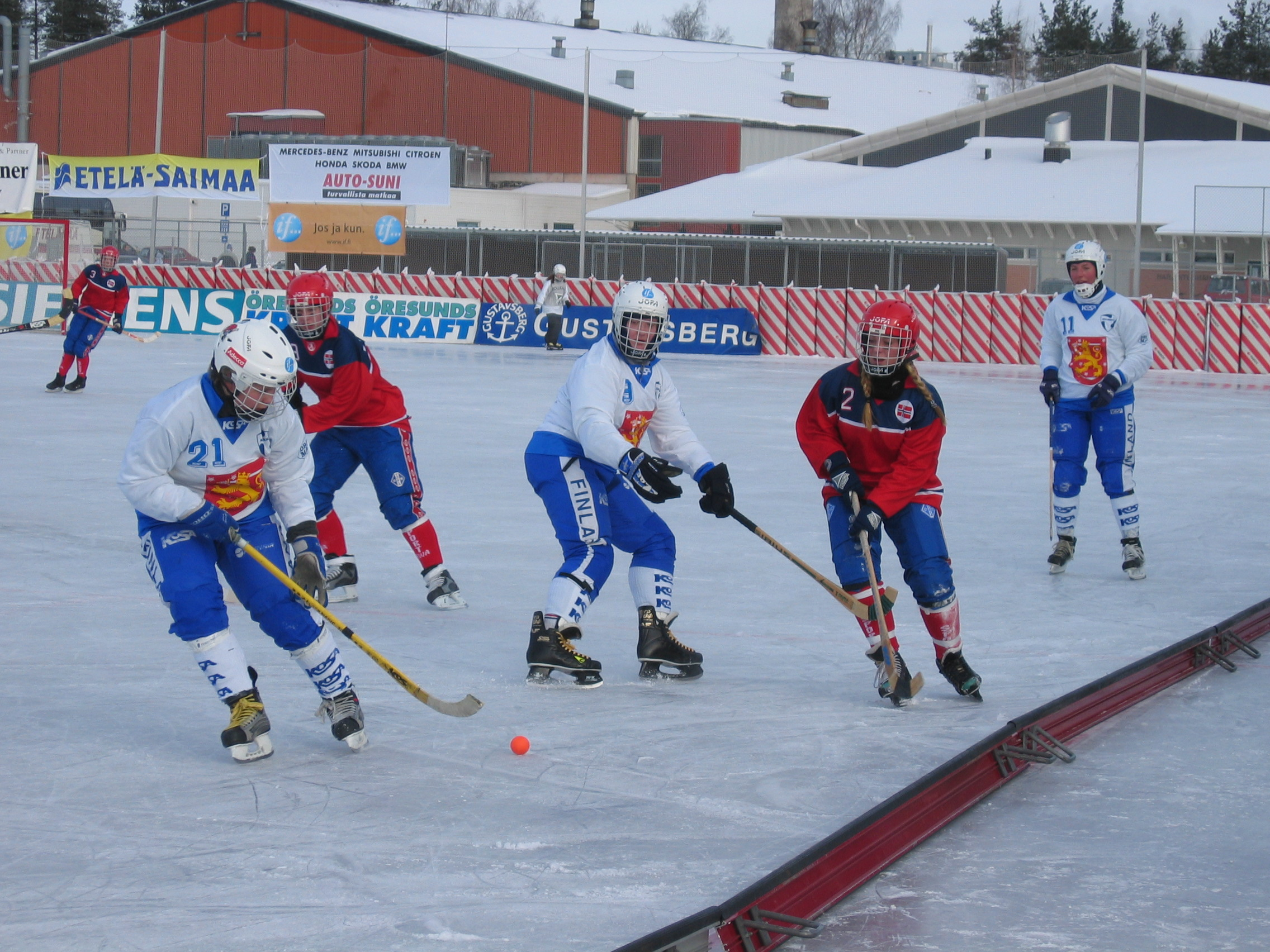
Bandy, sport asemănător cu hochei pe gheaţă

Sporturile de iarnă Bandy (similar cu hochei pe gheață) a revenit în ultimul timp în Polonia după mai multe decenii de uitare. Când Polonia a apărut pentru prima oară în 2006 la Campionatele Mondiale în Edsbyn, Krynica-Zdrój a contribuit cu cei mai mulți jucători.
Krynica a fost casa lui Nikifor (numele corect: Epifaniusz Drowniak), un pictor naiv celebru în Polonia comunistă.

## Atracții turistice
- Koncertowa în Parcul Slotwinski construit în 1870 (astăzi, cu un restaurant în interior)

## Personalități născute aici
- Joanna Kulig (n. 1982), actriță, cântăreață.

## Orașe înfrățite cu Krynica-Zdrój
- Germania - Bad Sooden-Allendorf
- Slovacia - Bardejov
- Anglia - Amersham